# Dhanbad
Dhanbad è una suddivisione dell'India, classificata come municipality, di 198.963 abitanti, capoluogo del distretto di Dhanbad, nello stato federato del Jharkhand. In base al numero di abitanti la città rientra nella classe I (da 100.000 persone in su).

## Geografia fisica
La città è situata a 23° 48' 0 N e 86° 27' 0 E e ha un'altitudine di 221 m s.l.m..

## Società

### Evoluzione demografica
Al censimento del 2001 la popolazione di Dhanbad assommava a 198.963 persone, delle quali 108.400 maschi e 90.563 femmine. I bambini di età inferiore o uguale ai sei anni assommavano a 24.544, dei quali 12.805 maschi e 11.739 femmine. Infine, coloro che erano in grado di saper almeno leggere e scrivere erano 147.420, dei quali 86.170 maschi e 61.250 femmine.